# Bürgerhaus Aue

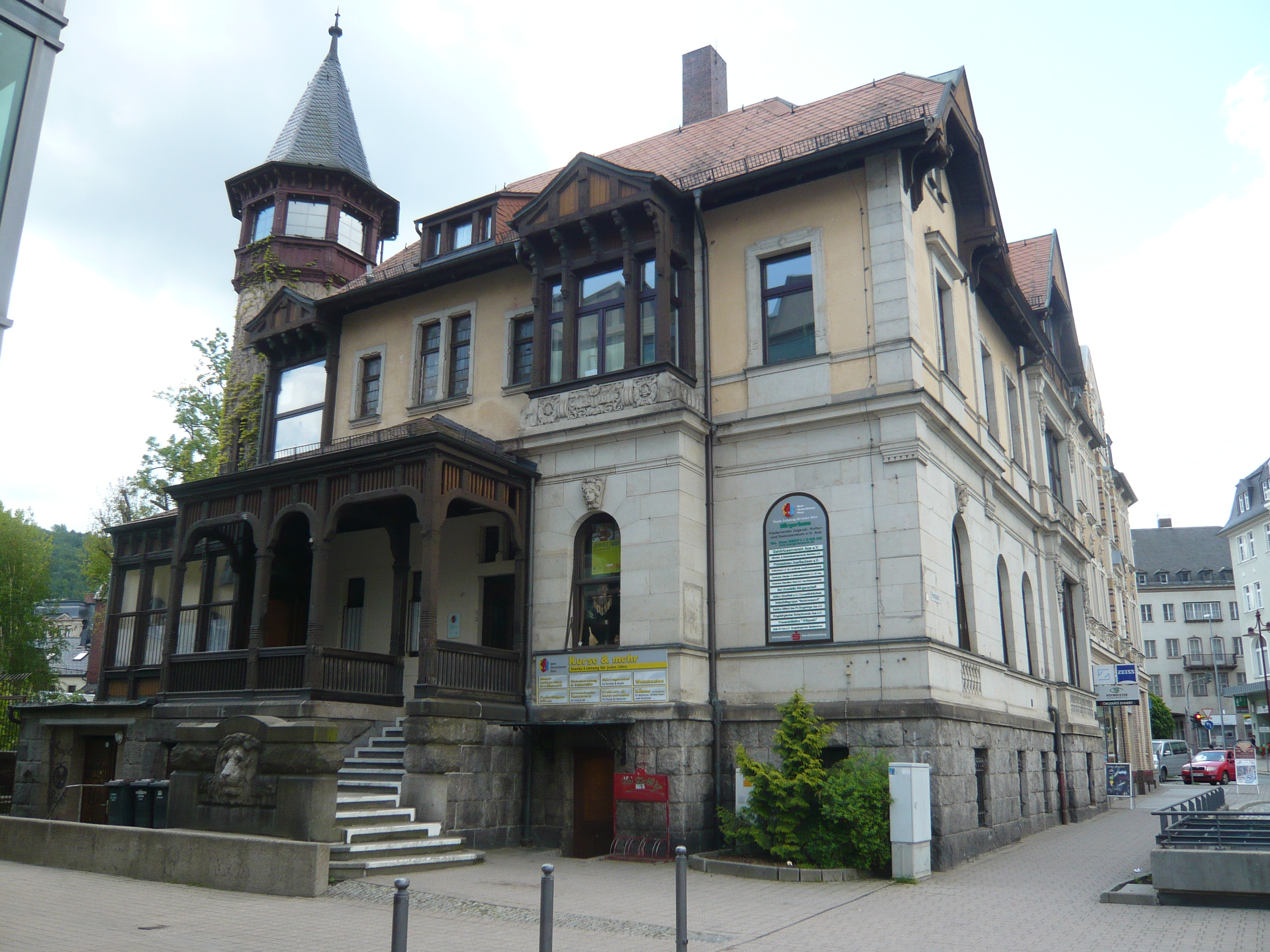
Das Auer Bürgerhaus

Das Bürgerhaus Aue am Postplatz 3 in Aue ist das unter Denkmalschutz stehende ehemalige Wohnhaus des Fabrikanten Friedrich Wilhelm Gantenberg aus dem Jahr 1906, die ehemalige Villa Gantenberg. Es dient seit seinem letzten Umbau 1993 als Mehrgenerationenhaus.

## Geschichte
Das Haus wurde von dem seit 1874 in Aue produzierenden Wäschefabrikanten Gantenberg bei dem Architekten Max Fricke in Auftrag gegeben. Dieser entwarf für das Privatgrundstück am früheren Ernst-Geßner-Platz eine zweietagige Villa im Jugendstil. Bis 1906 wurde das Haus mit Feldsteinsockel, Holzerker und Freitreppe sowie einem sechseckigen Spitztürmchen errichtet und von der Familie Gantenberg bis 1937 zu Wohnzwecken genutzt. Dann kaufte der Kinobesitzer Max Adler aus Oelsnitz das Gebäude samt großem Grundstück, auf dem hier in Aue ein modernes Lichtspieltheater gebaut werden sollte. In kurzer Zeit hatte die Stadtverwaltung die Genehmigung erteilt, das pompöse Kinogebäude wurde im neuklassizistischen Stil errichtet und lud die Filminteressenten bald zu Vorführungen. Adler stellte sein früheres Wohnhaus der Ortsgruppe der NSDAP zur Verfügung.
Nach dem Sturz des Hitlerregimes mit dem Ende des Zweiten Weltkriegs richtete die Sowjetische Besatzungsmacht ihre Stadtkommandantur im August 1945 in dieser Villa ein und nutzte sie bis 1950. Danach übernahmen die deutschen Behörden das Haus und übergaben es der Medizinischen Fachschule als Internat und Unterrichtsmöglichkeit für die Ausbildung von Säuglingsschwestern. Als die Fachschule komplett in einen Neubau auf dem Zeller Berg einziehen konnte, bestimmte die Stadtverwaltung das Gebäude zum Sitz der Gesellschaft für Deutsch-Sowjetische Freundschaft. Mitarbeiter dieser gesellschaftlichen Organisation brachten im Inneren ein Gemälde an, das den russischen Schriftsteller Alexander Puschkin zeigte, weshalb die Villa in der Bevölkerung nun allgemein das „Puschkinhaus“ genannt wurde. Auch andere gesellschaftliche Organisationen wie der Demokratische Frauenbund Deutschland (DFD) und die Nationale Front waren in dem Haus präsent. In dieser Nutzung blieb es bis kurz nach der politischen Wende 1991, danach stand es einige Zeit leer. 
Um die ehemalige Fabrikantenvilla vor dem Verfall zu retten, wurden etliche Projekte entwickelt und ein Förderverein Jugend-, Kultur- und Sozialzentrum Aue gegründet. Unter dessen Verantwortung und mithilfe von Sponsoren und freiwilligen Helfern konnte das Haus umfassend saniert werden. Aus der vorgesehenen Nutzung heraus erhielt die alte Villa den neuen Namen Bürgerhaus Aue und konnte im April 1993 feierlich wiedereröffnet werden. Wegen der vielfältigen Angebote für alle Altersgruppen, die von Kinderbetreuung, Mittagstafel für Schüler, Kursen, Tauschbörsen, Internetcafé, Kulturveranstaltungen bis zur Nutzung durch kirchliche Interessenten reichen, wurde das Bürgerhaus in das Bundesprogramm Mehr-Generationen-Haus aufgenommen.